# Enquête (sciences humaines)

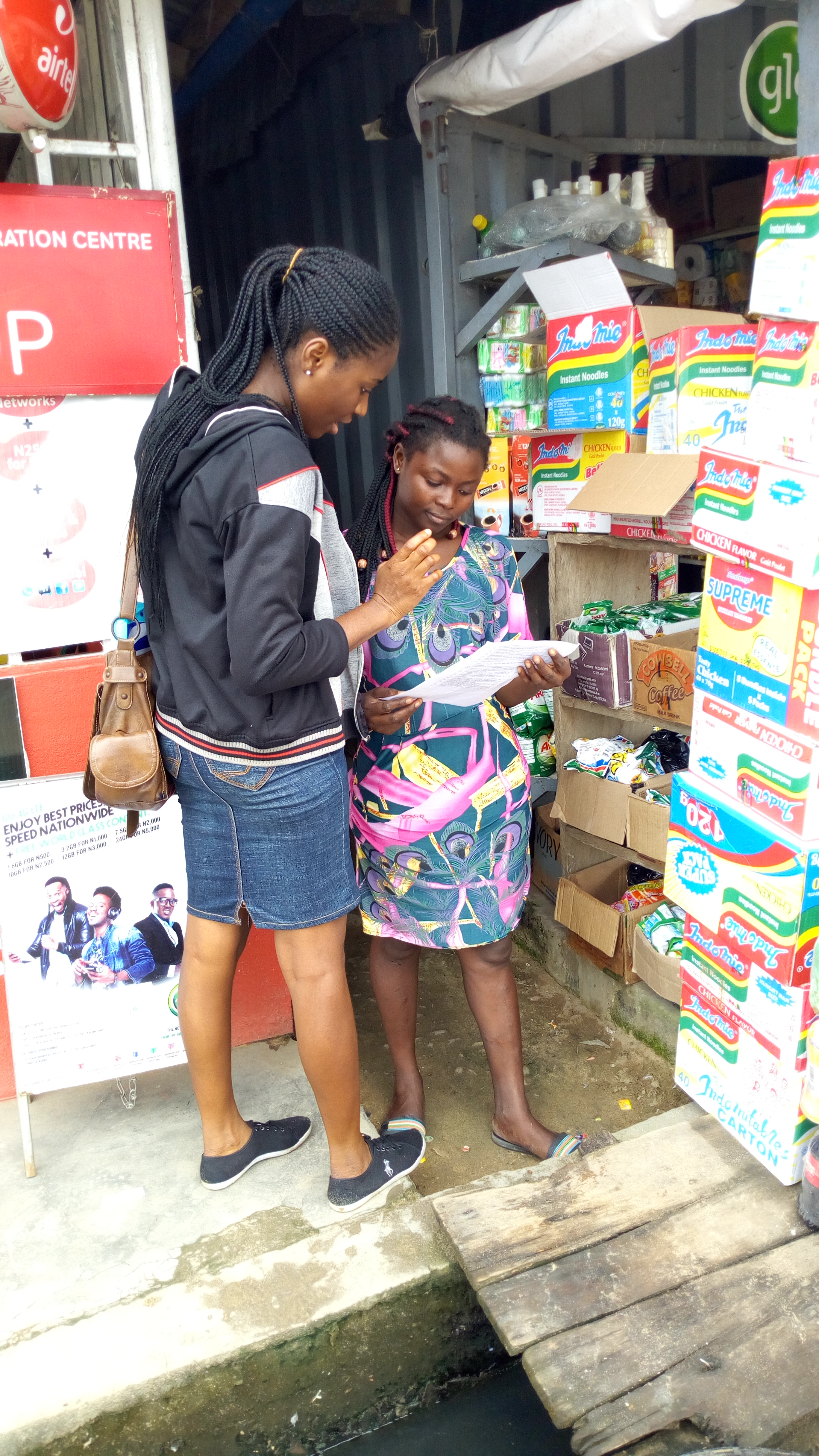
Étudiante nigériane réalisant une enquête de terrain sur les causes du taux élevé de maternités précoces dans une communauté de l'État de Bayelsa.

Pour les articles homonymes, voir Enquête.
En sciences humaines, l'enquête est le recueil de données qui seront exprimées sous une forme statistique.
Il existe en psychologie 5 méthodes de recueil de l'information : l'enquête, le test, l'observation, le questionnaire et l'expérimentation.

## Définition
L'enquête est une méthode de recueil de données primaires à partir d'un questionnaire administré à un échantillon issu d'une population cible. 
Elle peut prendre diverses formes telles que le sondage politique, un essai clinique, une étude transversale, etc.
```
 Un entre définition :c'est une méthode du recherche,une démarche scientifique visa t à collecter des informations de mamêre systema tique dans le but de décrire expliquer et comparer les objets et phénomènes individuels et sociaux
```

## Construction
Tout questionnaire d'enquête doit avoir une introduction présentant le but de la demande. Si le nombre de questions est très important,  alors les questions pourront être divisées en grandes parties distinguées par des titres.
Les questions signalétiques (de renseignements) apparaissent toujours en fin de document. Il s'agit souvent de l'âge et du genre du sujet.
Les questions proposées peuvent être ouvertes (Elles demandent une réponse libre) ou fermées (elles demandent une réponse fixe unique ou multiple).
1. Exemple de question ouverte : Que pensez-vous de la télévision ? (Réponse : libre)
2. Exemple de question fermée : Avez-vous une télévision chez vous ? (Réponse : OUI - NON - NSP)
3. Exemple de question fermée multiple : Quels sont les moyens de locomotion que vous utilisez pour aller travailler ? (Réponse : voiture - vélo - bus - train - autres)

## Analyse et expression des résultats
Dans un premier temps, l'échantillon sera contrôlé et redressé.
Ensuite, a lieu le dépouillement des résultats qui se fait la plupart du temps de manière informatisée (bien que la saisie manuelle soit de moins en moins pratiquée).
Les résultats sont alors analysés et synthétisés pour être ensuite exprimés sous forme de statistiques afin de rendre compte de leur importance.
Dès que les résultats sont terminés, une synthèse récapitule les éléments clés afin d'exprimer les objectifs visés par l'enquête.

## Critiques
Les enquêtes sont exprimées sous la forme de statistiques ; ces statistiques permettent  une « globalisation » des résultats sans prendre en compte les éléments rares de l'enquête. De plus, les enquêtes permettent de collecter bon nombre d'informations nécessaires à l'élaboration de tests psychologiques (notamment les bases psychométriques).